# Colonna dell'Immacolata (Košice)
La colonna dell'Immacolata (in slovacco Súsošie Nepoškvrnenej Panny Márie, più in breve chiamata Immacolata) o colonna della peste (in slovacco: Morový stĺp) è la più bella statua barocca di Košice e si trova nella centrale Hlavná ulica, poco distante dal Teatro di Stato.

## Storia
Fra il 1709 e il 1710 a Košice infuriava la peste e trascorse più di un anno prima che l'epidemia terminasse. I sopravvissuti vollero erigere una colonna per rendere grazie della fine della pestilenza nel luogo dell'antica piazza d'armi. L'iniziativa fu condotta dall'amministratore postale Viktorín Flachenfeld. Per la posa della prima pietra passarono due anni. Per la costruzione era necessario non soltanto provvedere alle esigenze finanziarie, ma anche alla scelta di un architetto esperto e la scelta ricadde sull'architetto di Košice Tomáš Tornyosi. Alla statua vera e propria lavorò lo scultore Šimon Grimming, che era uno stretto collaboratore dell'architetto. I rilievi con le allegorie della peste, della guerra, della fame in bronzo dorato, collocati nella parte inferiore del monumento furono realizzati dall'orefice Juraj Immerwohl.
Il 3 ottobre 1723 la statua dell'Immacolata fu collocata sulla sommità del monumento, all'altezza di 14 metri. La Madonna era espressione di fedeltà, amore e benignità e doveva difendere la città dalla miseria e dalla sofferenza. Attorno alla statua mariana furono collocate altre statue più piccole, che raffigurano San Giuseppe, San Sebastiano e San Ladislao. Le statue a tutto tondo, con i volti pieni e gli abiti con panneggi molto mossi. nonché la nuvole che ricoprono il basamento con le loro curve e i loro riccioli dimostrano a prima vista che si tratta di un'opera barocca. È interessante che nel monumento furono murate anche alcune reliquie di San Valentino, patrono degli innamorati.
Il pastore calvinista, in odio alla devozione mariana dei cattolici, avrebbe apposto di notte un'iscrizione dispregiativa sulla statua e per questo fu imprigionato. Il consiglio comunale chiese per lui la condanna a morte, ma l'imperatore lo condannò all'esilio. Per evitare nuove profanazioni, furono raccolte offerte per una lampada perpetua. I cattolici collocarono più lampade attorno alla statua, organizzarono ronde notturne e nominarono un custode e un guardiano della statua.

## Restauri
Il primo restauro ebbe luogo nel 1757, e poi ancora negli anni 1776, 1829, 1856 e 1872. Nel restauro del 1829 furono coinvolti dei volontari, per volere del vescovo di Košice Ignác Fábry. Nel XIX secolo i rilievi furono rimossi e custoditi prima nell'Archivio civico e poi nelle raccolte del Museo della Slovacchia orientale..
Nel 1909 fu realizzata la recinzione, che presenta piloni con le statue di Sant'Elisabetta di Turingia, Santa Margherita d'Ungheria, Santa Barbara, Sant'Elisabetta di Portogallo a due angeli: Gabriele e Michele, opera di Leopold Hild. Fra il 1954 e il 1957 e poi fra il 1971 e il 1972 in seguito ai danni patiti durante la Seconda guerra mondiale il monumento fu restaurato dal celebre scultore Vojtech Löffler. Nel 2000 fu effettuato l'ultimo restauro e tutte le statue furono sostituite con delle copie fedeli. Stanislav Kožela fu autore dei rilievi.

## Galleria d'immagini

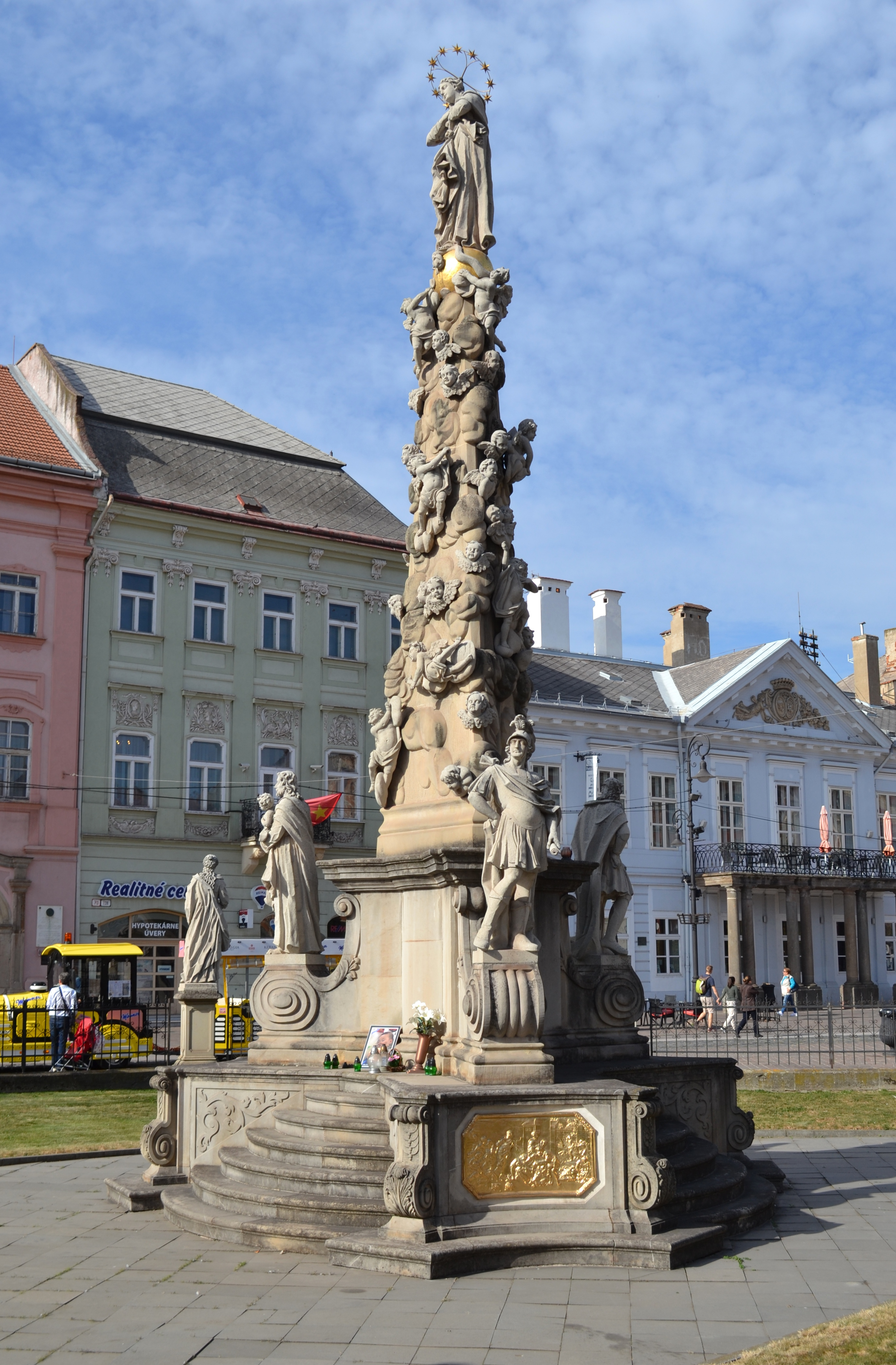
Il monumento visto da sud-est
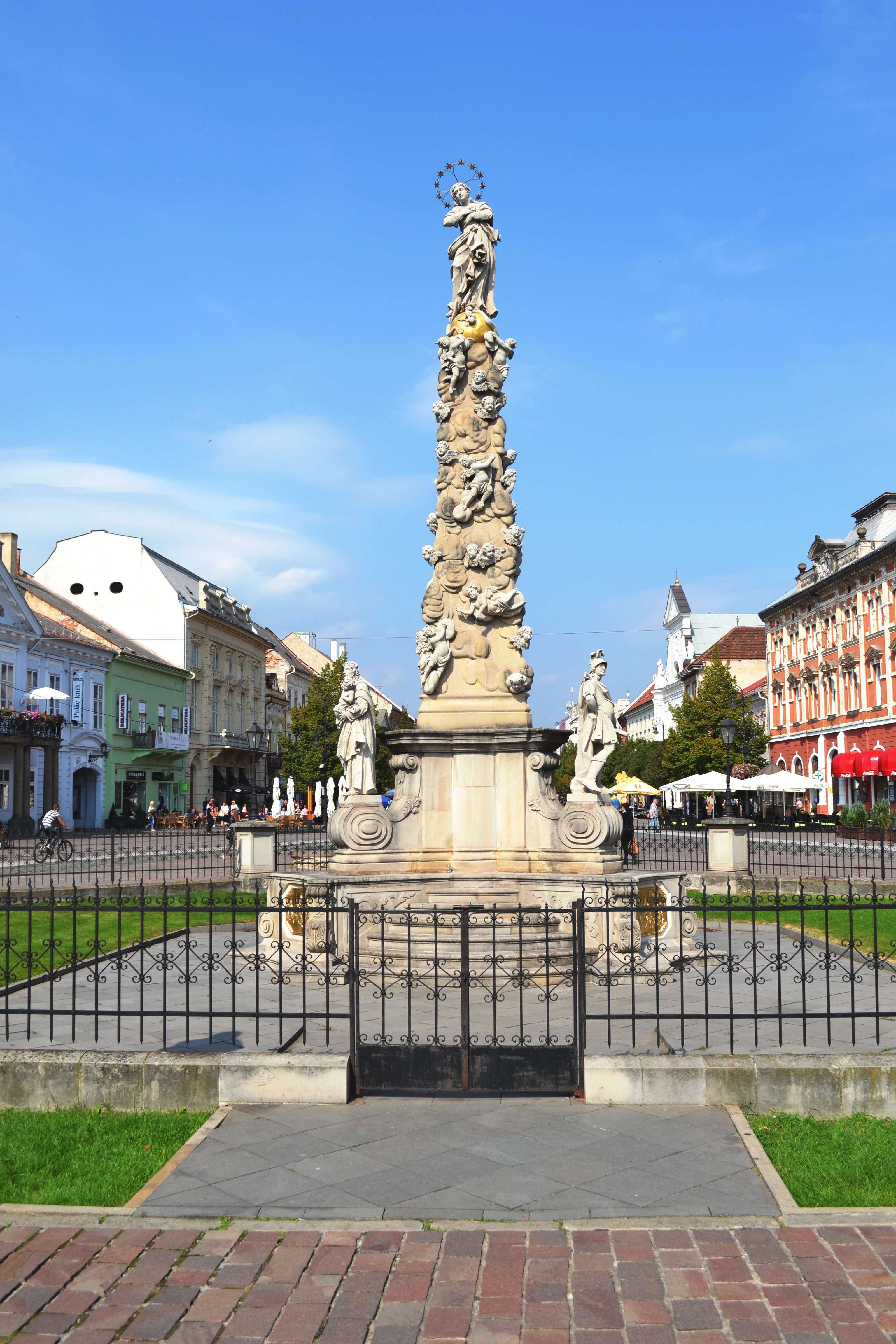
Veduta da sud
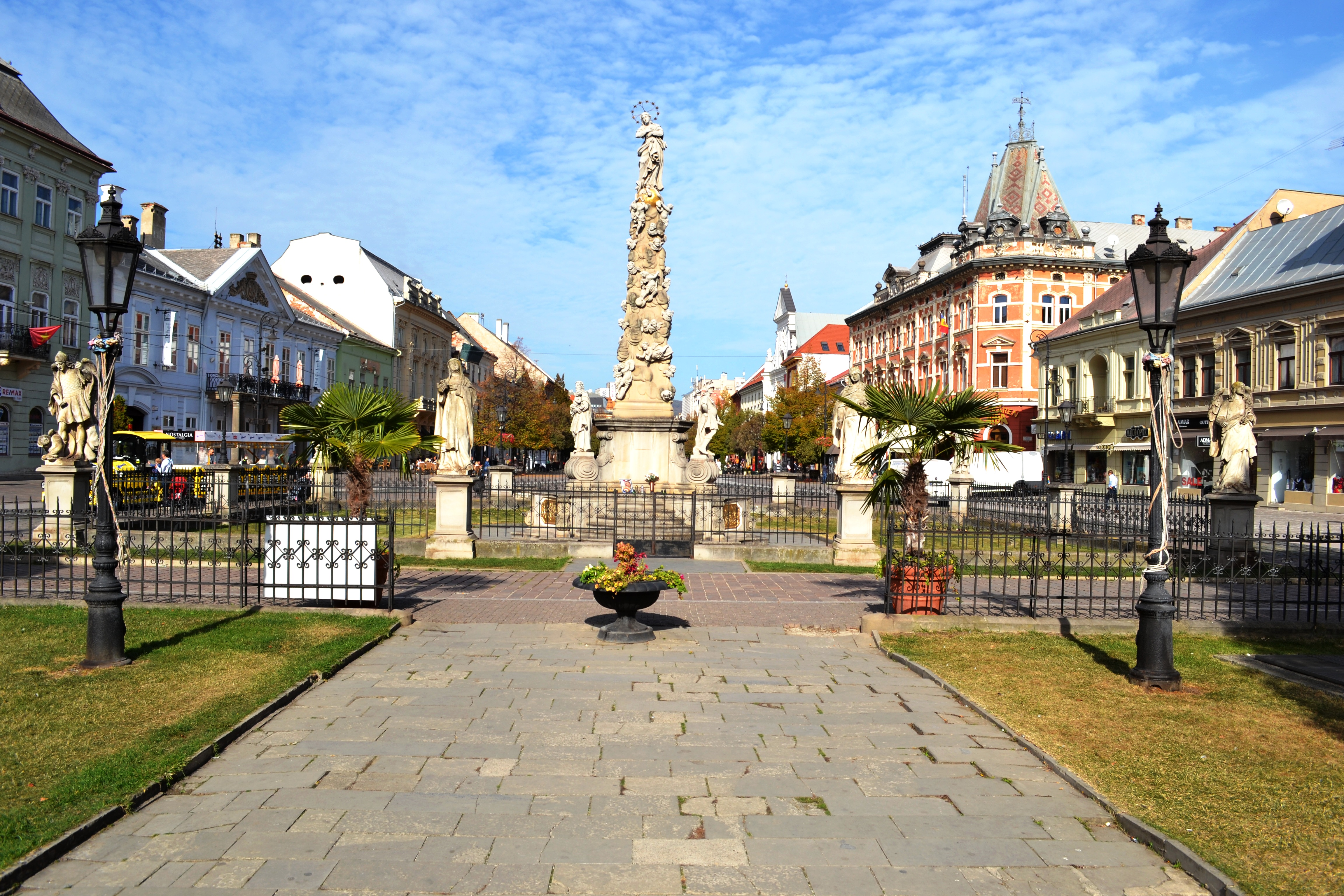
Vista d'insieme
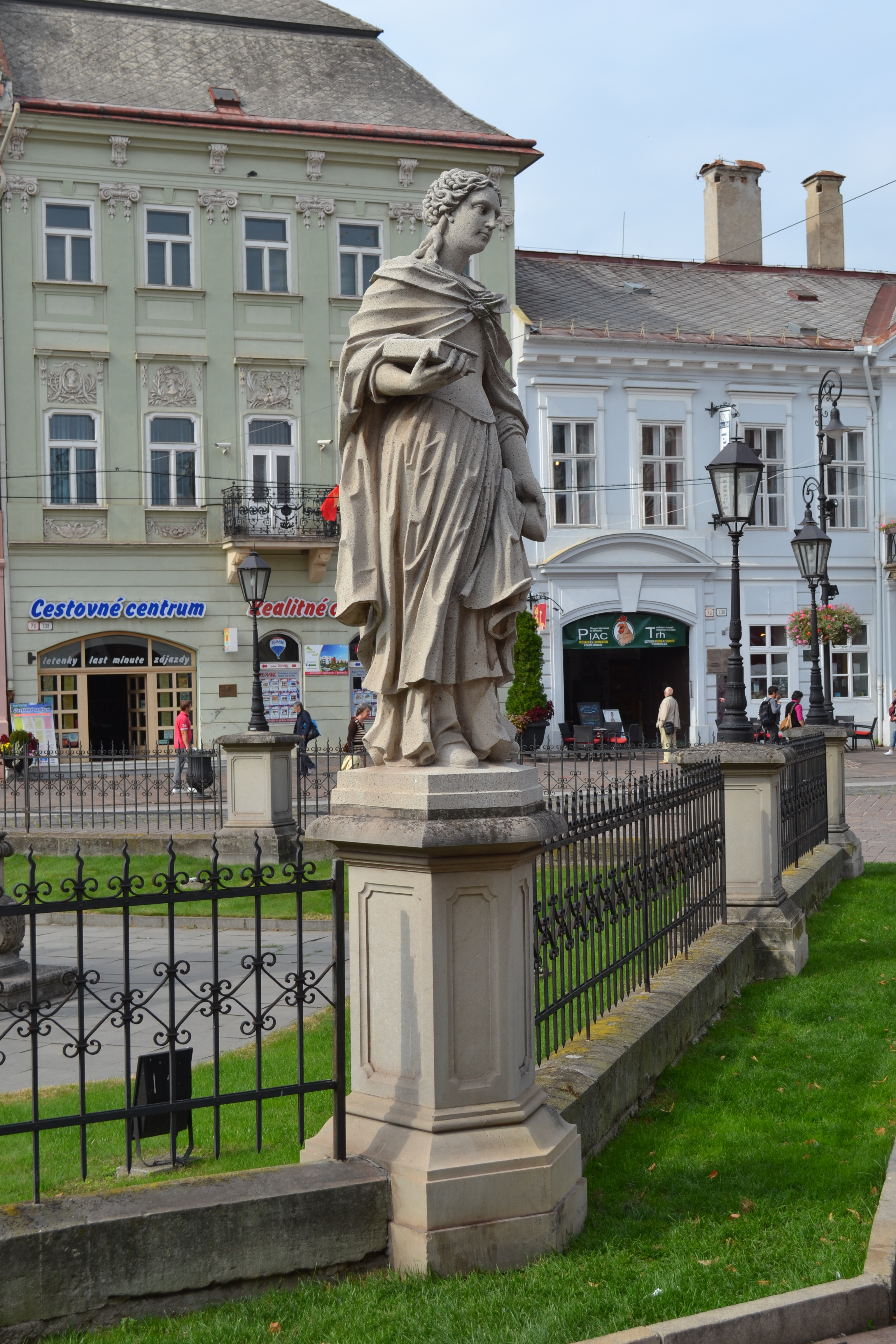
Santa Margherita d'Ungheria
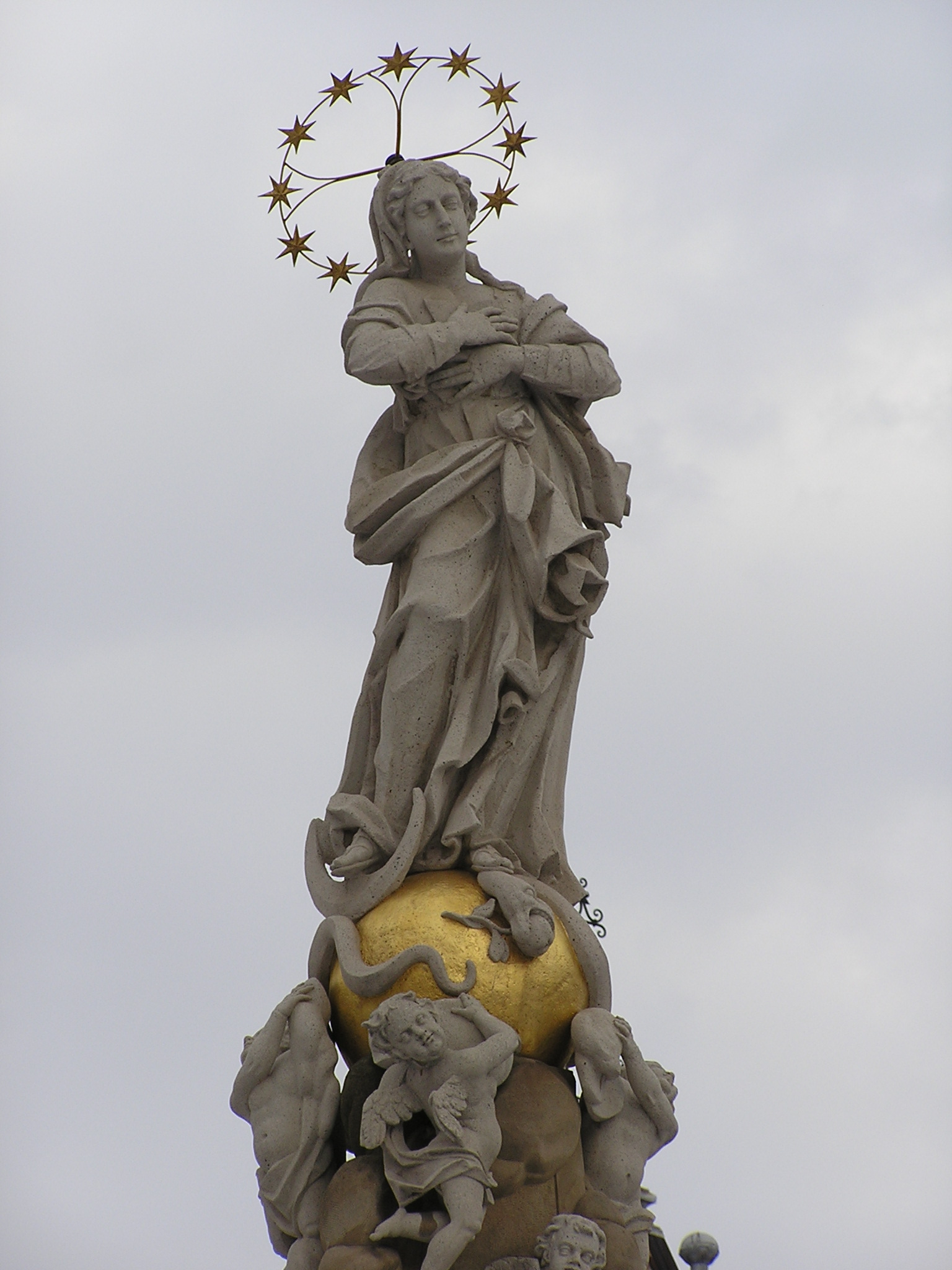
Dettaglio della sommità